# 보르하 에키사
보르하 에키사 이마스(스페인어: Borja Ekiza Imaz, 1988년 3월 6일, 나바라 주 팜플로나 ~)는 스페인의 전직 프로 축구 선수로, 현역 시절 중앙 수비수로 활약했다.

## 클럽 경력

### 아틀레틱 빌바오
에키사는 팜플로나 출신이면서도, 14세에 아틀레틱 빌바오의 유소년부에 입단하였는데, 나바라 출신이라는 점으로 인해 바스크의 조건을 갖출 수 있었기 때문에 가능한 일이었다. 그는 현역 처음 2년을 빌바오의 3군인 바스코니아에서 보냈다.
이후, 에키사는 세군다 디비시온 B의 2군으로 승격해 2년 동안 가끔 출전했다. 2011년 1월 8일 수비진이 대거 부상으로 빠지게 되면서 그는 처음으로 1군에 승격되었고, 1-1로 비긴 말라가와의 원정 경기에서 라 리가 신고식을 치러 90분을 모두 소화했다. 그는 1부 리그 1년차에 페르난도 아모레비에타, 아이토르 오시오, 그리고 우스타리츠 등의 쟁쟁한 노장들을 제치고 주전으로 도약하였고, 경고는 1회에 그쳤다.
2013-14 시즌, 에키사는 잦은 부상으로 에므리크 라포르트와 카를로스 구르페기에게 주전 지위를 내주었고, 리그에서는 2-1로 이긴 바야돌리드와의 경기에 37분 동안 한 번 출전하는데 그쳤다. 2014년 7월 31일, 그는 사자 군단과의 계약을 해지했고, 몇 시간 후 또다른 1부 리그 구단인 에이바르와 2년 계약을 맺었다.

### 이후 행보
2017년 7월 21일, 키프로스 1부 리그의 오모니아가 우크라이나의 지르카 크로피브니츠키로부터 에키사를 영입했음을 발표했다. 2년 후, 그는 키프로스의 또다른 구단 에노시스 네온으로 이적했지만, 얼마 지나지 않아 31세에 현역 은퇴를 선언했다.

## 경력 통계
| 구단                  | 시즌      | 리그 | 리그 | 컵   | 컵 | 대륙 | 대륙 | 합계 | 합계 |
| 구단                  | 시즌      | 출장 | 골   | 출장 | 골 | 출장 | 골   | 출장 | 골   |
| --------------------- | --------- | ---- | ---- | ---- | -- | ---- | ---- | ---- | ---- |
| 바스코니아            | 2006–07   | 18   | 0    | –    | –  | –    | –    | 18   | 0    |
| 바스코니아            | 2007–08   | 23   | 0    | –    | –  | –    | –    | 23   | 0    |
| 바스코니아            | 합계      | 41   | 0    | –    | –  | –    | –    | 41   | 0    |
| 빌바오 아틀레틱       | 2008–09   | 14   | 1    | –    | –  | –    | –    | 14   | 1    |
| 빌바오 아틀레틱       | 2009–10   | 8    | 0    | –    | –  | –    | –    | 8    | 0    |
| 빌바오 아틀레틱       | 2010–11   | 14   | 0    | –    | –  | –    | –    | 14   | 0    |
| 빌바오 아틀레틱       | 합계      | 36   | 1    | –    | –  | –    | –    | 36   | 1    |
| 아틀레틱 빌바오       | 2010–11   | 21   | 0    | 0    | 0  | –    | –    | 21   | 0    |
| 아틀레틱 빌바오       | 2011–12   | 21   | 0    | 2    | 0  | 8    | 0    | 31   | 0    |
| 아틀레틱 빌바오       | 2012–13   | 24   | 0    | 1    | 0  | 3    | 0    | 28   | 0    |
| 아틀레틱 빌바오       | 2013–14   | 1    | 0    | 1    | 0  | –    | –    | 2    | 0    |
| 아틀레틱 빌바오       | 합계      | 67   | 0    | 4    | 0  | 11   | 0    | 82   | 0    |
| 에이바르              | 2014–15   | 11   | 0    | 2    | 0  | –    | –    | 13   | 0    |
| 에이바르              | 2015–16   | 4    | 0    | 3    | 1  | –    | –    | 7    | 1    |
| 에이바르              | 합계      | 15   | 0    | 5    | 1  | –    | –    | 20   | 1    |
| 지르카 크로피브니츠키 | 2016–17   | 10   | 1    | 1    | 0  | –    | –    | 11   | 1    |
| 오모니아              | 2017–18   | 6    | 1    | 0    | 0  | –    | –    | 6    | 1    |
| 에노시스 네온         | 2018–19   | 1    | 0    | 0    | 0  | –    | –    | 1    | 0    |
| 경력 합계             | 경력 합계 | 175  | 3    | 10   | 1  | 11   | 0    | 197  | 4    |

## 수상
아틀레틱 빌바오
- 코파 델 레이 준우승: 2011–12[10]
- 유로파리그 준우승: 2011–12[11]